# Zabranjeno pušenje
Zabranjeno pušenje bosanskohercegovačka je rock skupina osnovana u Sarajevu 1980. godine. Glazbeni stil skupine uglavnom se sastoji od osebujnog garažnog rock zvuka s utjecajima narodne glazbe, često s inovativnom produkcijom i složenim pripovijedanjem. Sastav trenutačno ima sedam članova, i to su suosnivač, pjevač i gitarist Davor Sučić, bubnjar Branko Trajkov, gitarist Toni Lović, bas-gitarist Dejan Orešković, violinist i klavijaturist Robert Boldižar, prateći vokal Anđela Zebec te svirač usne harmonike Tomislav Goluban.
Band je nastao suprotno tada prevladavajućem jugoslavenskom punk rocku i novom valu, usko povezana s kulturnim pokretom novi primitivizam i radio i televizijskom satiričnom i humorističnom emisijom Top lista nadrealista. Tijekom osamdesetih godina Zabranjeno pušenje je bila jedna od najznačajnijih glazbenih pojava na prostoru nekadašnje Jugoslavije, imali su izuzetno posjećene koncerte i prodali su na stotine tisuća ploča. Mnogo puta su došli u nevolje s komunističkim vlastima zbog svoje, obično blage i suosjećajne kritike socijalističkog sustava i navike otvaranja pitanja koja su u to vrijeme bila osjetljiva. Prvi sastav skupine, u početku poznat kao Pseudobluz Band Zabranjeno Pušenje, činili su gitarist Davor Sučić (Sejo Sexon) i pjevač Nenad Janković (Nele Karajlić), bubnjari Zenit Đozić (Fu-Do) i Predrag Rakić (Šeki Gayton), bas-gitarist Mladen Mitić, klavijaturisti Dražen Janković (Seid Mali Karajlić) i Zoran Degan, saksofonist i flautist Ognjen Gajić i gitarist Mustafa Čengić (Mujo Snažni). Njihov debitantski studijski album Das ist Walter (1984.) u početku je objavljen u malom tisku, a u konačnici prodan u 100.000 primjeraka, postavio je rekord za prekoračenje početnog izdanja za 30 puta. Njihov sljedeći album Dok čekaš sabah sa šejtanom (1985.), također u izdanju zagrebačkog Jugotona, bojkotirali su glavni mediji zbog problema s komunističkim vlastima. Godine 1986. Rakić, Mitić i Čengić odlučili su napustiti skupinu, a pridružili su se bubnjar Faris Arapović, bas-gitarist Darko Ostojić (Minka), gitarist Predrag Kovačević (Kowalski) i klavijaturist Jadranko Džihan. Tijekom druge polovice osamdesetih godina s novom postavom skupina je objavila dva albuma Pozdrav iz zemlje Safari (1987.) i Male priče o velikoj ljubavi (1989.) u izdanju sarajevskog Diskotona.
Tijekom 1992. godine, nakon početka rata u Bosni i Hercegovini, Nenad Janković se seli u Beograd gdje nastavlja karijeru sa sastavom pod imenom Nele Karajlić & Zabranjeno pušenje (kasnije Emir Kusturica i The No Smoking Orchestra), a Sučić i drugi članovi se ponovno okupljaju u Sarajevu, koristeći izvorno ime, nastavljaju rad skupine objavljujući peti studijski album Fildžan viška (1997.) s izmijenjenom postavom. Sastav 1990-ih pored Sučića čine i vođa Novog primitivizma Mirko Srdić (Elvis J. Kurtović), pjevač Marin Gradac, gost s albuma iz 1987. Predrag Bobić (Bleka), gitarist Sejo Kovo i violinist Bruno Urlić. Nakon jednog privremenog bubnjara, Branko Trajkov dolazi u skupinu 1996. godine. Isti sastav je snimio i šesti album Agent tajne sile (1999.). Godine 2000. Srdić, Kovo i Gradac su napustili sastav, a gitarist i producent Dragomir Herendić se pridružio i nastupio na njihovom narednom albumu Bog vozi Mercedes (2001.). Pet godina kasnije izlazi novi album Hodi da ti čiko nešto da! (2006.). Sredinom 2000-ih, Herendić, Bobić i Urlić odlučili su napustiti skupinu, a gitarist Toni Lović, basist Dejan Orešković i violinist Robert Boldižar došli su na njihova mjesta. Deveti studijski album skupine Muzej Revolucije (2009.) objavljen je istog dana u gotovo svim bivšim jugoslavenskim republikama na obljetnicu Oktobarske revolucije. Skupina je objavila svoj jubilarni deseti studijski album, Radovi na cesti, 2013. godine. Jedanaesti studijski album Šok i nevjerica je objavljen 2018. godine. Dvanaesti, ujedno i dvostruki album Karamba! objavljen je 2022. godine. 

## Povijest sastava

### Prve godine (1980. – 1983.)
Ono što će naposljetku postati Zabranjeno pušenje započeli su 1979. godine 16-godišnji Nenad Janković (kasnije postao poznat kao dr. Nele Karajlić) i 18-godišnji Davor Sučić (kasnije mr. Sejo Sexon), dva tinejdžera prijatelja i susjedi koji su skupa pohađali II. gimnaziju u Sarajevu, a živjeli u istoj stambenoj zgradi u ulici Fuada Midžića u sarajevskom kvartu Koševo. Uvelike zaljubljeni i duboko uronjeni u rock and roll, dvojac je apsorbirao različite glazbene utjecaje iz Jugoslavije i inozemstva dok su očajnički pokušavali dostići osnovnu razinu tehničke osposobljenosti na svojim instrumentima. U toj fazi Janković je svirao klavir a Sučić gitaru. Sučić i Janković uskoro šire postavu skupine dovođenjem Ognjena Gajića, još jednog prijatelja iz susjedstva, koji je već imao osnovna znanja koja je stekao pohađajući glazbenu školu. Budući da su sva trojica članova skupine, neformalno poznate kao Pseudobluz Bend, živjela sa svojim roditeljima tako su se i probe održavale u stanovima njihovih roditelja. Poslije nekog vremena, Sučić dovodi Zenita Đozića (u početku poznat kao Zena, kasnije kao Fu-Do), novog kolegu iz Druge gimnazije koji se preselio iz Bugojna u Sarajevo, za bubnjara skupine.
U jesen 1980. godine skupina je dobila novog člana, gitaristu Mustafu Čengića (Muče ili Mujo Snažni), koji opet dovodi Mladena Mitića (Munja ili Mitke) koji je svirao bas-gitaru. Tih godina bend su povremeno pratili i Mirko Srdić (kasnije postao poznat kao Elvis J. Kurtović), Zoran Degan, Boris Šiber, Samir Ćeramida itd. Krajem 1980. godine sastav je uspio ući u program Želimira Altaraca "Čička" koji je organizirao predstavljanje novih glazbenih nada u Domu mladih u Sarajevu. Ovaj događaj održan pod nazivom "Nove nade, nove snage" bio je privi javni nastup benda koji tu nastupa pod nazivom "Pseudobluz Bend Zabranjeno Pušenje". Nakon nekog vremena, brišu prvi dio naziva i nastavljaju koristiti samo naziv "Zabranjeno pušenje". Njihova prva snimka, pjesma "Penzioneri na more idu zimi", napravljena je za Radio Sarajevo početkom osamdesetih godina. Od svibnja 1981. godine Janković i nekoliko članova benda dodatno su se uključili u Top listu nadrealista, radijsku emisiju koja se tjedno emitirala kao dio Primus programa na drugom kanalu Radija Sarajevo.

### Proboj i sve veća popularnost u Jugoslaviji (1984. – 1989.)
Bend je nastupao po sarajevskim klubovima dvije godine prije nego što su u jesen 1983. godine počeli sa snimanjem prvih pjesama za svoj debitantski album. Proces snimanja pjesama, u skromnom studiju producenta Paše Ferovića, trajao je sedam mjeseci prije nego što je u travnju 1984. godine objavljen album Das ist Walter. Zagrebački Jugoton album prvo izdaje u samo 3.000 primjeraka, što je jasno ukazivalo na izrazito niska tržišna očekivanja. U tom trenutku postava skupine je nešto promijenjena, klavijaturist je Nenadov mlađi brat Dražen Janković (Seid Mali Karajlić) dok je bubnjar Predrag Rakić (Šeki Gayton). Iako je album bio objavljen u malom tiražu, konačni broj prodanih primjeraka od 100.000 postavlja rekord za prekoračenje početnog tiraža; za 30 puta je premašen prvi tiraž. Skupina 1984. godine kreće na koncertnu turneju s 60 koncerata po najvećim dvoranama u bivšoj državi i postaje najveća rock atrakcija nakon samo jednog objavljenog albuma.
Tijekom spomenute turneje, na koncertu održanom 27. studenoga 1984. godine u Rijeci Nele Karajlić je rekao, govoreći o pojačalu koje se u tom trenutku pokvarilo, "Crk'o Marshal... mislim na pojačalo," što je prepoznato kao dosjetka na račun smrti Maršala Tita. Ovaj događaj je doveo bend u nevolje. Mediji su ih kritizirali, a kampanja protiv njih rezultirala je otkazivanjem koncerata i uklanjanjem Top liste nadrealista iz programa televizije. Skandal je čak privuklo pozornost i UDBA-e. Spasili su ih neki od vodećih liberalnih intelektualca, kao i časopisi poput Poleta, Mladine i Slobodne Dalmacije koji podižu svoj glas u obranu članova skupine tako da se ta afera završava bez zatvorskih kazni.
U takvoj atmosferi, bend je snimio svoj drugi, dvostruku ploču Dok čekaš sabah sa šejtanom u sarajevskom SIM studiju, koji je objavljen u srpnju 1985. godine. Album je dobio priznanje javnosti i kritičara, no bojkotirali su ga mediji. Promotivna turneja imala je velikih poteškoća zbog straha organizatora i enormnog prisustva policije, kao odjeka Marshalove afere. Unatoč nekoliko vrhunskih koncerata kao što oni u Hali Pionir u Beogradu, Poljudu u Splitu ili Domu sportova u Zagrebu, desetke tisuća prodanih ulaznica, turneja je imala prilično razočaravajući završetak jer su bend napustili Predrag Rakić i Mustafa Čengić u potrazi za sigurnijom egzistencijom. Krajem 1986. godine bend je napustio i basist Mladen Mitić dok su radili na trećem studijskom albumu.
Ostatak benda radio je na novom albumu i polako je sastavio novu postavu benda s bubnjarom Farisom Arapovićem i gitaristom Predragom Kovačevićem (Kova ili Kowalski) te basistom Emirom Kusturicom. U to vrijeme Kusturica je bio poznati redatelj koji je osvojio Zlatnu palmu na Filmskom festivalu u Cannesu 1985. godine za film Otac na službenom putu, a bio je i nominiran za Oscara za najbolji strani film. Ova osvježena postava u suradnji s nekim studijskim glazbenicima, kao što su basist Predrag Bobić i prateći vokali Dado Džihan i Darko Ostojić, 1987. godine objavljuje novi album Pozdrav iz zemlje Safari u izdanju sarajevskog Diskotona. Diskotonovi urednici su imali neke primjedbe, tako da je pjesma "Naš prijedlog za Euroviziju" morala je biti preimenovana jer je sadržavala komentare o depresivnom stanju gospodarstva i nedostatku slobode izražavanja. Album je ponovno uključivao brojne hit pjesme, kao što su "Pišonja i Žuga", "Hadžija ili bos", "Fikreta", "Dan Republike", i tako vratio bend u sam vrh domaće rock scene. Sam album je snimljen u Sarajevu, a miksan u Londonu dok je producent bio Sven Rustempašić, sarajlija koji živi u Seattle-u. Prateća turneja, koja je uključivala 87 koncerata, bila je najveća turneja benda do tada. Skupina nastupa u gradovima koji do tada nisu nikad imali priliku vidjeti koncert Zabranjenog pušenja uživo. Ona je bila presudna za sticanje najšireg kruga publike i lansirala je skupinu u krug najvećih domaćih rock imena, rame uz rame s Azrom, Bijelim dugmetom i Parnim Valjkom. U siječnju 1988. godine bend dobiva Zlatnu ploču za prodanih 100.000 primjeraka. Skupinu napušta Kusturica zbog snimanja svog novog filma Dom za vešanje.
U listopadu 1988. skupina je objavila svoj četvrti album pod nazivom Male priče o velikoj ljubavi. Pjesme su uglavnom napisao i producirao Sučić. Na albumu su gostovali i operna pjevačica Sonja Milenković, violinist Dejan Sparavalo, kao i Goran Bregović kao prateći vokal i gitarist. Album je ostvario prosječan uspjeh. Skupina kreće na turneju s Top listom Nadrealista i skupinom Bombaj štampa, također jednim od pionira Novog primitivizma. Program je kombinacija teatra i rock and rolla, realiziran po ideji Sučića. Na 60-ak koncerata program je gledalo preko 200.000 posjetitelja, a turneja je proglašena najuspješnijom turnejom na estradi 1989. godine, ostavivši iza sebe čak i takva imena kao što su Bijelo Dugme i Lepa Brena.

### Politička neslaganja, raspad benda i prijelazno razdoblje (1990. – 1995.)
Više informacija: Raspad SFRJ.
Odnos između vodećeg dvojca benda Davora Sučića i Nenada Jankovića, postaje sve hladniji početkom 1990., posebno za vrijeme velike turneje s Bombaj štampom i Top listom nadrealista tako da je turneja, iako izuzetno komercijalno uspješna, samo pogoršala njihov razlomljeni poslovni i prijateljski odnos. Skupina staje s radnom krajem ljeta 1990. kada Sučić obavještava Jankovića da više nije zainteresiran za suradnju s njim. Tako da su Sučić kao i Darko Ostojić i Faris Arapović napustili bend više zbog različitih pogleda na viziju benda nego zbog razlika u političkim pogledima na jugoslavensko vodstvo s kraja 1980-ih. U to vrijeme, Sučić i Ostojić rade na solo projektu za Diskoton, ali taj studijski album nije objavljen zbog početka rata u Bosni i Hercegovini. Arapović se pridružio sarajevskom alternativnom rock bendu Sikter.
Nakon početka rata u travnju 1992. godine Janković se seli u Beograd gdje nastavlja karijeru sa sastavom pod imenom Nele Karajlić & Zabranjeno Pušenje (kasnije preimenovan u The No Smoking Orchestra), dok u opsjednutom Sarajevu ostaju Sučić, Mirko Srdić, Zenit Đozić, Boris Šiber i dizajner omota albuma Zabranjenog pušenja Srđan Velimirović te pokreću ratno izdanje Top liste Nadrealista. Krajem lipnja iste godine Top liste Nadrealista počela je raditi 15-minutne radio emisije. U kolovozu 1993. godine nakon 50 radijskih emisija, skupina je snimila i emitirala četiri televizijske epizode. S dolaskom struje u Sarajevu Top lista Nadrealista počinje sa scenskom, glazbenom i video produkcijom. Sučić je producirao glazbu za TV seriju i kazališnu predstavu TLN Live koju je na besplatnim nastupima vidjelo 20.000 sarajlija. Nakon rata, Sučić se preselio u Zagreb, gdje je živio neko vrijeme. Kasnije se vratio u Sarajevo i sa Srdićem, koji je povremeno radio na pjesmama benda i gostovao na koncertima, obnovio Zabranjeno pušenje. Nakon ponovnog spajanja benda 1996. godine Srdić i Sučić paralelno s pripremanjem albuma rade i na nastupima Top liste Nadrealista, koja nakon ratnog iskustva u BiH pa sve do 1998. godine radi preko 300 nastupa pod pokroviteljstvom USAID-a po BiH, Hrvatskoj, Sloveniji, Njemačkoj, Austriji, Danskoj i Švicarskoj.

### Novi početci na području bivše države (1996. – 2001.)
Godine 1996. Sučić i Srdić skupa s članova pratećeg benda Top liste Nadrealista i njezinim članovima kao što su Sejo Kovo, Đani Pervan, Dušan Vranić i Samir Ćeramida postaju jezgra nove postave benda. U to vrijeme bend radi na svom novom studijskom albumu. Tako se peti album Zabranjenog pušenja Fildžan viška izdaje 1997. godine u izdanju Dallas Recordsa i Nimfa Sounda. Sučić je uz pomoć Srdića napisao sve pjesme te producirao album. S ovog albuma predstavljena su četiri singla, i to "Možeš imat' moje tijelo", "Mile Hašišar", "Pubertet" i naslovna pjesma "Fildžan viška" za koje su snimljeni i spotovi koje su producirali sami članovi skupine. Produkcijsko iskustvo iz TLN-a pokazalo se dragocjenim u snimanju spotova, koji bivaju vrlo dobro ocijenjeni u Hrvatskoj, BiH i Sloveniji gdje je skupina redovito nastupala. Na promotivnoj turneji su pored spomenutih Sučića i Srdića su sudjelovali i Predrag Bobić, Zoran Stojanović, Nedžad Podžić, Marin Gradac, Bruno Urlić i Branko Trajkov, a povremeno i Samir Ćeramida i Đani Pervan. Ista postava je 1998. godine realizira i prvi uživo koncertni album Hapsi sve!, snimljen 17. listopada 1997. godine u zagrebačkom Domu sportova s Dariom Vitezom, novim menadžerom skupine, u ulozi organizatora koncerta i izvršnog producenta albuma.
Početkom 1999. godine, neposredno nakon završetka promotivne turneje za Fildžan viška, započelo je pisanje pjesama za sljedeći album benda u Olimpijskom centru Bjelolasica u Gorskom kotaru. Album Agent tajne sile je snimljen u Rent-A-Cow studiju u Amsterdamu, Nizozemska, u ožujku 1999. godine, a producirali su ga Sučić i Zlaja "Jeff" Hadžić. Agent tajne sile objavljen je u lipnju 1999. u izdanju TLN-Europa, neovisne izdavačke kuće koju je osnovao Sučić. S albuma su izbačena četiri singla; "Pos'o, kuća, birtija", naslovni "Agent tajne sile", "Jugo 45" and "Pupoljak". Treći singl s albuma, pjesma "Jugo 45" odmah je zasjela na najviša mjesta ljestvica hitova u BiH i Hrvatskoj. Skupina je odmah po izlasku albuma krenula na promotivnu turneju u sastavu: Sučić, Srdić, Gradac, Bobić, Urlić, Dragomir Herendić i Trajkov. Međutim, naporni ritam turneje kao i druge obveze vrlo brzo dovode do toga da skupinu napuštaju Gradac i Srdić. Gradac završava Muzičku akademiju u Sarajevu i pridružio se orkestru Radija Sarajeva, dok je Srdić počeo pisati svoj solo album.
Početkom 2000. bend ponovo odlazi na Bjelolasicu gdje organizira home studio te u mjesec dana, u vlastitoj produkciji, priprema materijal za naredni album Bog vozi Mercedes.  U međuvremenu bend je dobio novog člana, udaraljkaša Albina Jarića, poznatiji kao Jimi Rasta, koji je ranije radio s glazbenicima kao što su Dave Stewart i Eric Clapton. Novi album Bog vozi Mercedes je sniman u improviziranim studijima u Bjelolasici i Ivanić-Gradu od ožujka do lipnja 2001. godine. Album je bio zamišljen kao odmak od velikih glazbenih projekata tako da nitko nije očekivao da će to postati najprodavanjii album Zabranjenog pušenje nakon rata, koji se prodao u više od 35.000 primjeraka. Album je objavljen u prosincu 2001. godine u izdanjima TLN-Europa i Menarta. Sučić je napisao i producirao četiri spota, od ukupno šest objavljenih. Za pjesmu "Arizona Dream" bend je osvojio nagradu Davorin za najbolju rock pjesmu 2002. godine. Koncertna turneja benda za promociju njihovog sedmog studijskog albuma imala je 250 koncerata.
Godine 2001. članovi benda sudjeluju u jednom društvenoodgovornom projektu gdje su organizirali glazbene radionice za djecu i mladež koji su bili žrtve mina. Projekt su podržala veleposlanstva Kanade, Norveške i SAD-a u Zagrebu.

### Nastavak uspjeha (2002. – 2011.)
Godine 2002. bend je otišao na sjevernoameričku turneju na kojoj je 26. svibnja snimio svoj drugi live album na koncertu u St. Louisu. Godine 2004. bend je objavio uživo album Live in St. Louis. Za promociju albuma snimljena su dva nova glazbena videa: "Zenica Blues" i "Posljednja oaza (Fikreta)", od koji je spot za, veliki hit 1980-ih, pjesmu "Zenica Blues" objavljen točno 20 godina po objavljivanju ove pjesme. Spot je snimljen u zatvoru u Zenici. Kruna ovog perioda je nastup na festivalu Baščaršijske noći u Sarajevu, gdje na otvorenom koncertu Zabranjeno pušenje svira pred 15 tisuća ljudi, za koji su i nagrađeni. Tijekom 2004. godine Albin Jarić, Bruno Urlić i Dragomir Herendić napustili su skupinu zbog drugih obveza. Jarić se posvetio obiteljskom životu u Kranju, u Sloveniji. Herendić završava svoj studio u Ivanić-Gradu i usredotočuje se na svoju producentsku karijeru. Urlić je preuzeo vodstvo makedonskog etno sastava Ezerki & 7/8 iz Zagreba, i kao studijski glazbenik i producent.
U kratkom razdoblju bez gitarista i violinista, Sučić, Trajkov i Bobić započinju pisanje i rad na skicama onog što će za tri godine prerasti u dupli album. U kratkom vremenu pridružio se violinist Robert Boldižar i gitarist Toni Lović. Boldižar je u kraćem periodu tijekom 1997. godine svirao na turneji dok je violinist benda Urlić je bio na usavršavanju u Parizu. Nova postava počinje sa snimanjem pjesama za predstojeći album te odlazi i na kratku turneju. U međuvremenu se i klavijaturist Paul Kempf priključio sastavu. Godine 2005. nakon što se glazbeni producent Denis Mujadžić "Denyken" pridružio radu na novom albumu, Sučić je dobio priliku napisati filmsku glazbu za bosanskohercegovačku akcijsku-komediju Nafaka koji izlazi 2006. godine u režiji Jasmina Durakovića. Na tom projektu bend dolazi u priliku surađivati i s renomiranim glazbenicima različitih žanrova, kao što su Halid Bešlić, Arsen Dedić, Lucija Šerbedžija i zbor Arabeske. Dana 26. lipnja 2006. godine objavljuje se pjesma "Nema više", prvi singl s nadolazećeg albuma i soundtracka Nafaka, i zasjeda na 1. mjesto mnogih radio postaja. Sučić je napisao ovu pjesmu s bosanskim piscem Nenadom Veličkovićem. Šest mjeseci poslije, 26. studenoga, bend je objavio svoj osmi studijski album Hodi da ti čiko nešto da! prvi dvostruki album nakon Dok čekaš sabah sa šejtanom iz 1985. godine.
Iako je koncertna turneja doista bila uspješna kao i ranijih, razdoblje poslije izdanja albuma 2006. godine, i pored australske turneje i koncerata u Parizu i Londonu, bendu je donijela dva velika razočaranja – otkaze značajnih koncerata u Beogradu i Sarajevu. Prvo se dogodilo otkazivanje sarajevskog koncerta kao posljedica nezajažljivosti ljudi iz uprave Sarajevskog filmskog festivala koji su uspjeli preusmjeriti sponzorska sredstva namijenjena koncertu u njihov budžet. Sljedeći udarac bendu bila je uzurpacija koncerta 29. studenoga koju su napravili bivši članovi benda u Beogradu, okupljenih oko sastava No Smoking Orchestra. Bend je planirao projekt manifestacije Dan Republike s ciljem da to postane tradicionalni termin koncerta za beogradske fanove.
U rujnu 2008. godine dugogodišnji basist Predrag Bobić napustio je bend nakon oproštajnog koncerta na zagrebačkom jezeru Bundek. Nakon toga, gitarist Dejan Orešković, bivši basist Divljih jagoda, pridružio se skupini i radu na njihovom nadolazećem albumu.
Deveti studijski album Muzej Revolucije objavljen je 7. studenoga 2009. godine na 92. obljetnicu Oktobarske revolucije. Album je objavljen istog dana kroz različite izdavačke kuće u Bosni i Hercegovini, Hrvatskoj, Crnoj Gori, Srbiji i Sloveniji. S albuma je objavljeno pet singlova i to: "Modni Guru", "Kladimo se", "Kada Sena pleše", "Tvoja bosa stopala" i "Samir-time". U 2011. godini Sučić je režirao spot za treći singl s albuma, pod nazivom "Kada Sena pleše". Bio je to njegov redateljski debi, a napisao je scenarij za taj video. Bend je 25. lipnja 2012. godine objavio video za "Samir-time", koji je bio peti i posljednji singl s albuma Muzej Revolucije.

### Deseti jubilarni studijski album (2012. – 2019.)
Godine 2012. Sučić i Lović napisali su i producirali deset novih pjesama koje su se našle na desetom studijskom albumu. Dana 10. listopada 2013. godine objavljen je album Radovi na cesti u izdanju Croatia Recordsa i Dallas Recordsa. Album nailazi na većinu pozitivnih kritika od kritičara. Objavljuje se i šest singlova: "Boško i Admira", "Ti voliš sapunice", "Tri kile, tri godine", "U Tvoje ime", "Klasa optimist" i "Kafana kod Keke". 
Dana 28. prosinca 2013. godine Sučić i Zabranjeno pušenje proslavili su 30. obljetnicu rada benda sa svojim fanovima na koncertu u Skenderiji u Sarajevu. Gosti na koncertu su Halid Bešlić, skupina Arabeske, te bivši članovi skupine Darko Ostojić (Minka), Samir Ćeramida, Jadranko Džihan, te Zenit Đozić (Fu-do). U siječnju 2016. godine bendu se pridružila saksofonistica i flautistica Lana Škrgatić. Kao nova članica skupine, Škrgatić se pojavljuje po prvi puta u spotu za peti singl "Klasa optimist". Klavijaturist Paul Kempf odlučio je napusititi bend početkom 2017. godine. Tijekom 2017. godine bend je imao nastupe na novosadskom festivalu EXIT 2017, kao i na beogradskom Beer Festu.
Krajem listopada 2018. godine skupina je objavila svoj jedanaesti studijski album, Šok i nevjerica. Najviše pjesama su napisali i producirali Sejo Sexon i Toni Lović. Kao gosti na ovom albumu pojavljuju se tuzlanska reperica Sassja, te sarajevski pjevač i skladatelj Damir Imamović. U listopadu je objavljen i spot za singl pod nazivom "Irska". Turneja kojom se promovira novi studijski album skupine, a koja će kulminirati 29. prosinca 2018. godine koncertom u sarajevskoj Skenderiji, započela je nastupima u Beogradu i Zagrebu. Promotivna turneja je započela u Beogradu koncertom održanim 29. listopada 2018. godine. Sarajevskim koncertom na kojem su gosti bili Zele Lipovača i Alen Islamović obilježeno je i 35 godina karijere ove skupine. Početkom listopada 2019. godine skupina je krenula na svjetsku turneju kojom je obilježeno 35 godina od objavljivanja njihovog prvog studijskog albuma. Tom prigodom održana su četiri koncerta u Kanadi, tri u Australiji, kao i tri u Sjevernoj Europi. Istom prigodom održani su koncerti u Zagrebu i Splitu sredinom listopada 2019. godine. Predgrupa na splitskom i zagrebačkom koncertu bio je zagrebački punk rock sastav Mašinko, a gosti su bili Predrag Bobić "Bleka", Mustafa Čengić "Mujo Snažni", te Dražen Žerić iz Crvene jabuke. U studenom 2019. godine Škrgatić je napustila skupinu kako bi se priključila jednom ženskom glazbenom sastavu. Do kraja 2019. skupini se priključila pjevačica Anđela Zebec.

### Posljednje godine (2020. i kasnije)
Tijekom 2020. i 2021. godine, za vrijeme pandemije COVID-19, članovi skupine su snimili 16 novih pjesama za novi studijski album. Sve pjesame su napisali i producirali Sejo Sexon i Toni Lović u suradnji s drugim autorima, dok aranžman zajednički potpisuju s ostalim članovima skupine. Prvi put nakon 15 godina pauze surađuju na jednom albumu s Elvisom J. Kurtovićem, bivšim članom. Tako su u lipnju 2020. godine objavili singl i spot za pjesmu "Korona hit pozitivan", koja je urađena u suradnji s Kurtovićem. U travnju 2022. godine objavljen je treći album uživo Live in Skenderija Sarajevo 2018. Novi studijski album, ukupno dvanaesti ali i dvostruki, Karamba!, objavljen je 3. lipnja 2022. godine. Album je najavljan pjesmom "Ekrem" za koju je snimljen i spot koji je ponovo režirao Tomislav Fiket, a u ulozi Ekrema je glumac Asim Ugljen. Sredinom 2022. godine skupini se priključio Tomislav Goluban, blues-glazbenik, skladatelj i svirač usne harmonike.
Tijekom 2025. godine objavljena su dva koncertna (live) albuma. U svibnju je objavljen četvrti live album, Pušenje ubija, na kojem su se našle pjesme snimljene 7. lipnja 2024. godine na koncertu na Šalati u Zagrebu u okviru slavljeničke turneje kojom je obilježeno 40 godina od izlaska kultnog albuma Das ist Walter. Debitanski nastup na koncertu imao je mladi i perspektivni klavijaturist Vito Sučić, sin pjevača Zabranjenog pušenja, Davora Sučića. Nakon toga, objavljen je i peti live album Uživo u Lisinskom. Sve pjesme s ovog albuma snimljene su 8. veljače 2025. godine na koncertu pod nazivom "Zabranjeno pušenje kao Neuštekani" u Koncertnoj dvorani Vatroslava Lisinskog u Zagrebu. Zabranjeno pušenje i njihov frotnmen Sejo Sexon pokrenuli su projekt "Neuštekani" (prijevod engleske riječi Unplugged) u kojem izvode svoje pjesme na akustičnim instrumentima.

## Članovi

### Sadašnja postava
- Davor Sučić Sejo Sekson – vokal, gitara, tekstovi i skladbe (1980. – 1990.; 1995. – do danas)
- Toni Lović – solo gitara (2004. – do danas)
- Dejan Orešković Klo – bas-gitara (2008. – do danas)
- Robert Boldižar – violina, klavijature (2004. – do danas)
- Branko Trajkov Trak – bubnjevi (1996. – do danas)
- Tomislav Goluban – usna harmonika (2022. – do danas)
- Anđela Zebec Angie – prateći vokal, udaraljke (2019. – do danas)

Izvor: Članovi benda

### Bivši članovi
| - Faris Arapović – bubnjevi (1987. – 1990.) - Kristina Biluš – prateći vokal (1999.) - Predrag Bobić Bleka – bas-gitara (1996. – 2008.) - Mustafa Čengić Mujo Snažni – gitara, prateći vokal (1980. – 1986.) - Samir Ćeramida – bas-gitara (1996. – 1998.) - Zoran Degan Poka – klavijature (1980. – 1983.) - Zenit Đozić Fu-do – bubnjevi, udaraljke, prateći vokal (1980. – 1983.; 1985.) - Jadranko Džihan – klavijature (1987. – 1990.) - Ognjen Gajić – saksofon, flauta, klavijature (1980. – 1987.) - Marin Gradac Mako – trombon, pjevač (1996. – 1999.) - Dragomir Herendić Dragianni – gitara (1999. – 2004.) - Dražen Janković Seid Mali Karajlić – klavijature, prateći vokal (1980. – 1981.; 1984. – 1987.) - Nenad Janković Dr. Nele Karajlić – pjevač, klavijature (1980. – 1990.) - Albin Jarić Jimi Rasta – udaraljke (2001. – 2004.) |  | - Paul Kempf Pavo – klavijature (2005. – 2017.) - Predrag Kovačević Kowalski – gitara (1986. – 1990.) - Sead Kovo Sejo – gitara (1996. – 1999.) - Emir Kusturica – bas-gitara (1987.) - Mladen Mitić Munja – bas-gitara, prateći vokal (1980. – 1986.) - Darko Ostojić Minka – bas-gitara (1987. – 1990.) - Đani Pervan – bubnjevi (1996.) - Nedžad Podžić Počko – klavijature, prateći vokal (1996. – 1998.) - Predrag Rakić Šeki Gayton – bubnjevi (1983. – 1986.) - Mirko Srdić Elvis J. Kurtović – prateći vokal (1996. – 1999.) - Zoran Stojanović – električna gitara (1996. – 1998.) - Lana Škrgatić – saksofon, flauta, klavijature (2016. – 2019.) - Bruno Urlić Prco – violina, viola, klavijature, prateći vokal (1997. – 2004.) - Dušan Vranić Duco – klavijature, prateći vokal (1996. – 1997.) |

## Diskografija

### Studijski albumi
- Das ist Walter (1984.)
- Dok čekaš sabah sa šejtanom (1985.)
- Pozdrav iz zemlje Safari (1987.)
- Male priče o velikoj ljubavi (1988.)
- Fildžan viška (1997.)
- Agent tajne sile (1999.)
- Bog vozi Mercedes (2001.)
- Hodi da ti čiko nešto da! (2006.)
- Muzej Revolucije (2009.)
- Radovi na cesti (2013.)
- Šok i nevjerica (2018.)
- Karamba! (2022.)

## Vanjske poveznice
- Službena stranica